# Damelsdorf
Damelsdorf ist ein Ortsteil der oberpfälzischen Marktgemeinde Wernberg-Köblitz im Landkreis Schwandorf des Regierungsbezirks Oberpfalz im Freistaat Bayern.

## Geografie
Damelsdorf liegt 280 Meter nördlich des Saltendorfer Baches, 900 Meter westlich des Autobahnkreuzes Oberpfälzer Wald, 2,3 Kilometer südwestlich von Wernberg-Köblitz. Südöstlich von Damelsdorf erhebt sich der 450 Meter hohe Künzelberg.

## Etymologie
Im Gebiet von Damelsdorf wird im Jahr 1195 die Siedlung Erlach urkundlich. 1280 findet sich bereits „Damelsdorf“. Als weitere Schreibweisen werden genannt: 1423 „Domelsdorf“, 1513 „Tamelsdorff“, 1566 Tamelßdorff, 1762 Damblsdorf/Dmblstorf, 1783 Damlstorf, Damlsdorf. Bestimmend für den Ortsnamen Damelsdorf dürfte wohl der alte Personenname „Dama“, „Damal“ oder „Douma“ gewesen sein.
Für den nahen Ort Erlach liegt die Natur- und Flurbezeichnung „Erle am Wasser“ nahe.

## Geschichte

### 8. bis 11. Jahrhundert
Damelsdorf liegt in einem Gebiet, in dem im 8. Jahrhundert slawische und deutsche Siedlungsbewegungen aufeinander stießen. Dies wird besonders durch die Ortsnamensforschung erläutert. Aus der ersten Siedlungsphase im 8. und 9. Jahrhundert stammen die Orte mit slawischen Namen, wie zum Beispiel Ober- und Unterköblitz, Döswitz, Döllnitz, Köttlitz und Hohentreswitz, und die Orte mit deutschen Namen, die echten -Ing-Orte, wie zum Beispiel Nessating. Aus der zweiten Siedlungsphase im 10. und 11. Jahrhundert stammen die Dorf-Orte, wie zum Beispiel Oberndorf, Friedersdorf, Haindorf, Saltendorf und Damelsdorf, die von deutschen Siedlern angelegt wurden.

### 12. bis 18. Jahrhundert
Es ist gut möglich, dass der beim Kloster Weißenohe am 15. Mai 1195 genannte Ort Erlach (bei Damelsdorf), die ursprüngliche Siedlung darstellt. Im ältesten leuchtenbergischen Lehenbuch von 1396/99 heißt es hierzu: „Item Rüger von Damelstorf hat zu lehen ein Öde zu Erlach“. Demnach war Ende des 14. Jahrhunderts dieser Ort bereits eingegangen. Eine gewisse zeitliche Überschneidung der Siedlungen Damelsdorf und Erlach ist anzunehmen.
1280 wurde Damelsdorf (auch: Dammelsdorf, Damlstorf, Tamelßdorf, Tamelsdorff, Damelstorff, Domelstorf, Damblstorf) im Rahmen eines Tauschgeschäftes des Landgrafen Friedrich II. von Waldeck urkundlich erwähnt. Die Landgrafen Friedrich und Gebhard von Leuchtenberg verkauften ihre Burg Wernberg an Konrad von Paulsdorf. Dafür erhielten sie neben vielen anderen Gütern die Vogtei über acht Höfe in Damelsdorf.
1460 wurde vom Vitztum, dem Nabburger Pfleger, eine Wochenmarktsordnung erlassen. In dieser Ordnung wurden die pflegämtischen Dörfer um Nabburg, darunter auch Damelsdorf, verpflichtet, den Wochenmarkt von Nabburg zu besuchen. 1527 wurde diese Ordnung dahin gehend präzisiert, dass alle Kaufgeschäfte grundsätzlich nur auf dem offenen Markt in Nabburg an den dort vorgeschriebenen Plätzen zu tätigen seien. Bei Nichtbefolgung drohten Strafen von 1/4 bis zu 1 Gulden.
Im Salbuch von 1473 wurde Damelsdorf mit einer Steuer von 1 Pfund 2 Schilling aufgeführt. Während des Dreißigjährigen Krieges erlebte die Region einen Bevölkerungsrückgang. 1500 hatte Damelsdorf vier Untertanen und 1631 einen Untertan. Im Salbuch von 1513 war Damelsdorf mit einem jährlichen Jägergeld von 9 Höfen verzeichnet. Im Amtsverzeichnis von 1596 erschien Damelsdorf mit 9 ganzen Höfen, 1 Söldengütel und zwei Inwohnern. Ab dem 16. Jahrhundert erscheint Damelsdorf als „jurisdiktionell gemischter Ort“. So gehörten je zwei Anwesen zum Amt Nabburg und zum Magistrat der Stadt Hirschau, eines zum Stadtrichteramt Pfreimd und schließlich 9 Anwesen zur Hofmark Damelsdorf und Kettnitzmühle.
Im Türkensteueranlagsbuch von 1606 waren für Damelsdorf 1 Schmiede und eine Steuer von 6 Gulden eingetragen. Im Steuerbuch des frei-eigenen Landsassengutes Damelsdorf erschien 1630 Damelsdorf mit 9 Höfen, 20 Ochsen, 18 Kühen, 25 Rindern, 1 Kalb, 2 Schweinen, 11 Frischlingen, 3 Bienenstöcken, 86 Schafen und einer Steuer von 30 Gulden 20½ Kreuzer.
Auch Damelsdorf hatte unter den Drangsalen des Dreißigjährigen Krieges stark zu leiden: Als die Regierung in Amberg am 14. Januar 1639 die unterstellten Ämter aufforderte, die Belegfähigkeit einzelner Orte für Winterquartiere der Soldaten zu melden, wurden für Damelsdorf 6 vorhandene Haushaltungen berichtet. Damit war der ursprüngliche Bestand um mehr als ein Drittel zurückgegangen.
Im Herdstättenbuch von 1721 erschien Damelsdorf mit 1 Anwesen, 3 Häusern und 3 Feuerstätten, zusätzlich zum frei-eigenen Landsassengut Hofmark Damelsdorf 9 Anwesen, 9 Häuser, 9 Feuerstätten. Im Herdstättenbuch von 1762 mit 1 Herdstätte, kein Inwohner und 2 Herdstätten, davon eine im Hirtenhaus und eine in der Gemeindeschmeide, zwei Inwohner, zusätzlich zum frei-eigenen Landsassengut Hofmark Damelsdorf 10 Herdstätten, 7 Inwohner. 1792 hatte Damelsdorf 10 hausgesessene gutsherrschaftliche Untertanen zum frei-eigenen Landsassengut Hofmark Damelsdorf.
1808 gab es in Damelsdorf 2 Anwesen, davon eine Schmiede, ein Hirtenhaus, einen Schmied und zusätzlich zum frei-eigenen Landsassengut Hofmark Damelsdorf 9 Anwesen.

### 19. und 20. Jahrhundert
1808 begann in Folge des Organischen Ediktes des Innenministers Maximilian von Montgelas in Bayern die Bildung von Gemeinden. Dabei wurde das Landgericht Nabburg zunächst in landgerichtische Obmannschaften geteilt. Damelsdorf kam zur Obmannschaft Saltendorf. Zur Obmannschaft Saltendorf gehörten: Saltendorf, Damelsdorf, Neunaigen, Oberndorf und Maierhof.
Dann wurden 1811 in Bayern Steuerdistrikte gebildet. Dabei kam Damelsdorf zum Steuerdistrikt Saltendorf. Der Steuerdistrikt Saltendorf bestand aus den Dörfern Saltendorf und Damelsdorf, der Staatswaldung Ossa, dem Kirchholz von Pfreimd und Damelsdorf, genannt „der Fischberg“. Er hatte 49 Häuser, 283 Seelen, 400 Morgen Äcker, 120 Morgen Wiesen, 250 Morgen Holz, 2 Weiher, 55 Morgen öde Gründe und Wege, 2 Pferde, 160 Ochsen, 100 Kühe, 200 Stück Jungvieh, 200 Schafe und 150 Schweine.
Schließlich wurde 1818 mit dem Zweiten Gemeindeedikt die übertriebene Zentralisierung weitgehend rückgängig gemacht und es wurden relativ selbständige Landgemeinden mit eigenem Vermögen gebildet, über das sie frei verfügen konnten. Hierbei kam Damelsdorf zur Ruralgemeinde Saltendorf. Die Gemeinde Saltendorf bestand aus den Ortschaften Saltendorf mit 25 Familien, Damelsdorf mit 15 Familien, Nessating mit 14 Familien, Friedersdorf mit 12 Familien, Döllnitz mit 10 Familien und Döllnitzmühle mit 1 Familie.
1818 bildete Damelsdorf ein Patrimonialgericht. Das Patrimonialgericht Damelsdorf bestand aus Damelsdorf mit 10 Hintersassen und Unterköblitz mit 1 Hintersassen. Es umfasste 1822 69 Seelen. 1827 erlosch dieses Gericht und wurde vom Staatsministerium des Innern eingezogen.
1978 wurde die Gemeinde Saltendorf nach Wernberg-Köblitz eingegliedert. Nur Nessating, Döllnitz und Döllnitzmühle wurden nach Pfreimd eingegliedert.
Damelsdorf gehörte bis 1856 zur Pfarrei Nabburg, Filialkirche Perschen. 1856 wurde es in die Pfarrei Oberköblitz umgepfarrt. 1997 gehörte Damelsdorf mit 95 Katholiken zur Pfarrei Oberköblitz, Pfarrkirche Unterköblitz, Dekanat Nabburg.
In Damelsdorf gibt es eine der Heiligen Familie geweihte Kapelle. Sie wurde 1802 erbaut.

## Hofmarksherren von Damelsdorf – Einträge ins Landsassenregister 1518–1819
(Quelle: )

### (Hans Ködnit)
Erster bekannter Hofmarksherr war um 1549 der Nabburgische Syndikus Hans Ködnit. In den Landsassenregistern findet sich für den Zeitraum 1518-1550 noch kein Eintrag.

### Kodnit, Seckendorff
1563 wurde Damelsdorf zusammen mit Kettnitzmühle in den Landsassenmatrikeln genannt. Besitzer des Landsassengutes war Hanns Kodnit zu Tamelsdorff vnd Kodnitsmuhl. Diese beiden Güter wurden als zusammengehörig betrachtet. Es war also zwischen 1550 und 1563 zur Verleihung des Landsassiates über diese beiden Güter gekommen.
1566 taucht in einem Nachtrag der Landsassenregister „Wolf Christoph von Seckhendorff zu Tamelsdorff vnd Kodnitsmul“ auf.  Er hatte also Mitte der 1560er Jahre die Güter gekauft. Er lässt sich auch 1570 in den Landsassenmatrikeln nachweisen.

### Kastner
Wolf Christoph von Seckendorff behielt Damelsdorf und Kettnitzmühle bis 1575 und verkaufte sie dann für 1900 Gulden an David Kastner. Pfalzgraf Ludwig erteilte David Kastner 1575 die Landsassenfreiheit. In den Landsassenmatrikeln ist er 1575-1590 nachweisbar, Nach David Kastners Tod 1590 kamen die Güter an seinen Vetter Hans Wilhelm Kastner unter dem sie eine Niedergang erlebten. Hans Wilhelm Kastner starb 1620 und im darauffolgenden Dreißigjährigen Krieg wurden die Güter durch die Mansfeldischen Truppen völlig ausgeplündert und zerstört. Eine Feuersbrunst 1625 legte die verbliebenen Reste in Schutt und Asche und tötete die Besitzerin Margarete Kastner und ihre Tochter Anna Eva. Auf den zerstörten beiden Gütern lasteten 11698 Gulden Schulden.

### Trennung Damelsdorf und Kettnitzmühle, Hegner
Die Erben Hans Wilhelm Kastners, sein Sohn Hans Wilhelm und seine Tochter Katharina, einigten sich, die seit jeher zusammen gehörenden Güter zu teilen. Hans Wilhelm übernahm die Kettnitzmühle und Katharina übernahm Damelsdorf. Von nun an nahmen Kettnitzmühle und Damelsdorf eine voneinander unabhängige Entwicklung. Katharina war seit 1618 mit dem Hammerwerksbesitzer Christoph Hegner von Altenweiher verheiratet. Er führte Damelsdorf weiter.

### Schäffer, Fritsch, Müller, Griennagel
Mitte des 17. Jahrhunderts verkauften Christoph Hegners Erben Damelsdorf an Johann Bartholomäus Schäffer. Dieser verkaufte das Gut 1652 an den Obristen Augustin Fritsch. Oberst Fritsch, „Commandant der Stadt Weiden und Vestung Parkstein“ und seine Erben lassen sich in den Landsassenmatrikeln von 1652-1676 nachweisen. Fritsch wurde 1652 als oberpfälzischer Landsasse zur Huldigung beschieden. An seiner Stelle erschien dazu aber in seinem Auftrag Hanns Andreas Griennagel. Augustin Fritsch war verheiratet mit Maria Salome von Fritsch, geborene von Sickenhausen.
Nach dem Tod der Maria Salome von Fritsch fiel das Erbe an die Schwestern Maria Martha Müller und Johanna Maria Rosina Müller. Sie waren die Töchter des Kammeradvokaten Johann Kaspar Müller. Johanna Maria Rosina Müller war verheiratet mit Johann Reinhard Griennagel. Dieser legte 1694 die Landsassenpflicht für Damelsdorf ab.

### Boslarn, Pelkoven
Maria Martha Müller heiratete Maximilian Adolf von Boslarn. Diese Familie trat ab 1698 neben Johann Reinhard Griennagel als Mitbesitzer von Damelsdorf auf.
Ab 1740 ging das kleine adlige Gut Damelsdorf mit 9 Hintersassen in den Besitz von Franz Joseph von Boslarn über.
Maria Anna Freiin von Boslarn, Tochter des Franz Joseph von Boslarn, war mit dem Straubinger Kämmerer und Regierungsrat Johann Nepomuk Freiherr von Pelkofen, Vater von Johann Nepomuk von Pelkhoven, verheiratet. Dieser hatte die Landsasserei Damelsdorf 1772 bis 1779 inne.

### Müller
Johann Nepomuk Freiherr von Pelkoven verkaufte Damelsdorf für 3850 Gulden an den Rentkammerrat und Jagdbeamten Johann Philipp Müller. Dieser legte 1779 darauf die Landsassenpflicht ab.
Da Johann Philipp Müller nicht adlig war, durfte er keine Gerichtsbarkeit ausüben. Er verkaufte deshalb 1813 die auf Damelsdorf ruhende Gerichtsbarkeit über 11 Untertanen an den oberpfälzischen Appellationsrat Joseph von Korb. Joseph von Korb war Gutsherr von Püchersreuth. Er benutzte die hinzugewonnenen 11 Hintersassen, um ein Patrimonialgericht II. Klasse zu bilden. Als 1818 dieses Ortsgericht aufgelöst wurde, fiel die Gerichtsbarkeit an die Erben des 1815 verstorbenen Johann Philipp Müller zurück. Da diese jedoch ebenfalls nicht adlig waren, ruhte die Gerichtsbarkeit zunächst und wurde 1827 für erloschen erklärt.
6 Bauerngüter in Damelsdorf waren ortenburgisches Beutellehen. Sie wurden 1819 gegen eine
Ablösungssumme von 450 Gulden allodifiziert.

## Einwohnerentwicklung ab 1819
| Jahr | Einwohner   | Gebäude |
| ---- | ----------- | ------- |
| 1819 | 15 Familien | k. A.   |
| 1828 | 97          | 16      |
| 1838 | 102         | 17      |
| 1864 | 122         | 46      |
| 1875 | 109         | 52      |
| 1885 | 85          | 15      |
| 1900 | 86          | 16      |
| 1913 | 79          | 13      |

| Jahr | Einwohner | Gebäude |
| ---- | --------- | ------- |
| 1925 | 68        | 11      |
| 1950 | 77        | 11      |
| 1961 | 68        | 11      |
| 1964 | 68        | 11      |
| 1970 | 129       | k. A.   |
| 1987 | 109       | 24      |
| 2011 | 70        | k. A.   |

## Kirchliche und weltliche Organisation
Damelsdorf wurde ab 1809 zuerst Teil des Steuerbezirkes und anschließend in der Kommunalorganisation Teil der Gemeinde Saltendorf und ging im Rahmen der Gebietsreform am 1. Januar 1978 im Markt Wernberg-Köblitz auf.
1856 erfolgte die Umpfarrung von der Pfarrei Nabburg nach Oberköblitz.